# Seleção Nigeriana de Futebol de Areia
A Seleção Nigeriana de Futebol de Areia representa a Nigéria nas competições internacionais de futebol de areia (ou beach soccer).

## Títulos
- Campeonato de Futebol de Areia da CAF (2): 2007 e 2009